# Clarence Errol Ferree
Clarence Errol Ferree, född 11 mars 1877 i Sidney, Ohio, död 26 juli 1942 i Baltimore, Maryland, var en amerikansk psykolog och oftalmolog.
Clarence Errol Ferree blev filosofie doktor 1909, assistant professor i psykologi 1912 och professor i fysikalisk optik 1932. Han var en av USA:s ledande forskare på det experimentalpsykologiska området och studerade ingående olika optiska fenomen, ofta med hjälp av egna nyuppfunna apparater, till exempel för att mäta ackommodationshastigheten och ögats konvergens eller klargöra färguppfattningens art. Ferree utexperimenterade även nya metoder för fotometriska försök och uppmärksamhetsprov. Han utgav Studies in Experimental Psychology 1–3 (1916–1925) och Studies in Physiological Optics 1–2 (1928–1934).